# 1. česká národní hokejová liga 1975/1976
1. česká národní hokejová liga 1975/1976 byla 7. ročníkem jedné ze skupin československé druhé nejvyšší hokejové soutěže.

## Systém soutěže
Všech 12 týmů se utkalo čtyřkolově každý s každým (celkem 44 kol). Vítěz základní části postoupil do kvalifikace o nejvyšší soutěž, ve které se střetnul s vítězem 1. SNHL v sérii na čtyři vítězné zápasy. Vítěz této série postoupil do dalšího ročníku nejvyšší soutěže.
Týmy na posledních dvou místech sestoupily do 2. ČNHL.

## Základní část
| Poř. | Tým                         | Z  | V  | R  | P  | VG  | OG  | B  |
| ---- | --------------------------- | -- | -- | -- | -- | --- | --- | -- |
| 1.   | TJ Gottwaldov               | 44 | 34 | 6  | 4  | 198 | 77  | 74 |
| 2.   | TJ VTŽ Chomutov             | 44 | 30 | 3  | 11 | 185 | 112 | 63 |
| 3.   | TJ Slezan STS Opava         | 44 | 29 | 5  | 10 | 180 | 112 | 63 |
| 4.   | TJ ZVVZ Milevsko            | 44 | 20 | 7  | 17 | 140 | 131 | 47 |
| 5.   | TJ Slovan NV Ústí nad Labem | 44 | 17 | 9  | 18 | 112 | 102 | 43 |
| 6.   | TJ Prostějov                | 44 | 17 | 8  | 19 | 120 | 167 | 42 |
| 7.   | TJ Kolín                    | 44 | 13 | 12 | 19 | 126 | 162 | 38 |
| 8.   | TJ Moravia DS Olomouc       | 44 | 13 | 8  | 23 | 137 | 169 | 34 |
| 9.   | TJ Stadion PS Liberec       | 44 | 13 | 7  | 24 | 134 | 176 | 33 |
| 10.  | TJ Baník ČSA Karviná        | 44 | 13 | 6  | 25 | 127 | 168 | 32 |
| 11.  | ASD Dukla Jihlava B         | 44 | 13 | 4  | 27 | 123 | 135 | 30 |
| 12.  | TJ Slavia IPS Praha         | 44 | 12 | 5  | 27 | 123 | 194 | 29 |

Tým TJ Gottwaldov postoupil do kvalifikace o nejvyšší soutěž, kde se utkal s vítězem 1. SNHL TJ Lokomotíva Bučina Zvolen, kterého porazil 4:3 na zápasy (6:0, 4:2, 1:4, 1:3, 5:3, 1:4, 4:2) a postoupil tak do nejvyšší soutěže.
Týmy ASD Dukla Jihlava B a TJ Slavia IPS Praha sestoupily do 2. ČNHL.